# Modelowanie (3D)
Modelowanie – proces tworzenia i modyfikacji obiektów trójwymiarowych za pomocą specjalizowanego programu komputerowego, zwanego modelerem, który dostarcza zestawu niezbędnych narzędzi, a także często zbioru podstawowych brył (ang. primitives), np. prostopadłościanów, kul, torusów i innych, które można wykorzystać od razu przy budowaniu obiektów.

## Techniki modelowania

### Podstawowe
Obiekty 3D są przeważnie budowane z siatek wielokątów lub definiowane przy pomocy krzywych bądź powierzchni parametrycznych (np. płaty Beziera, NURBS), modelery używają obu reprezentacji. 
Siatka wielokątów ma tę przewagę, że łatwo można deformować obiekt (np. skręcać, wyginać, stosować system kości), z kolei krzywe parametryczne w naturalny sposób tworzą gładkie powierzchnie.

### Złożone

#### Wytłaczanie
Nadawanie dwuwymiarowym przekrojom głębokości (ang. extrude), poprzez przesuwanie przekrojów wzdłuż ścieżki (tj. odcinka, bądź krzywej); w niektórych programach możliwe są dodatkowe działania na przekrojach, np. obroty, skalowanie, czy nawet zmiana przekroju na poszczególnych odcinkach ścieżki.

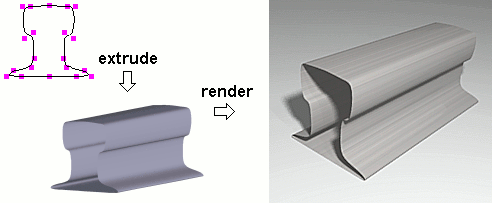
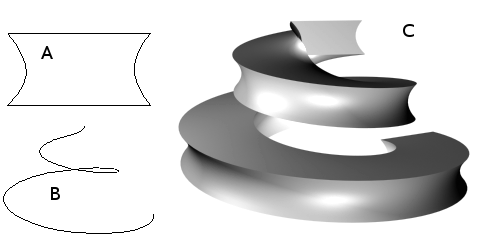

#### Bryły obrotowe
Tworzenie brył obrotowych, poprzez obrót dwuwymiarowych przekrojów wokół osi.

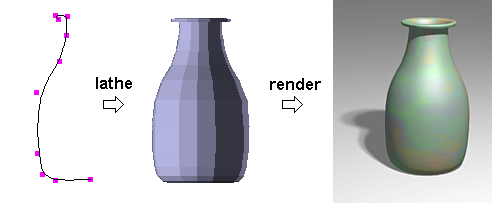

#### CSG
Constructive Solid Geometry – definiowanie brył przez operacje boolowskie (suma, różnica, iloczyn) na innych bryłach.

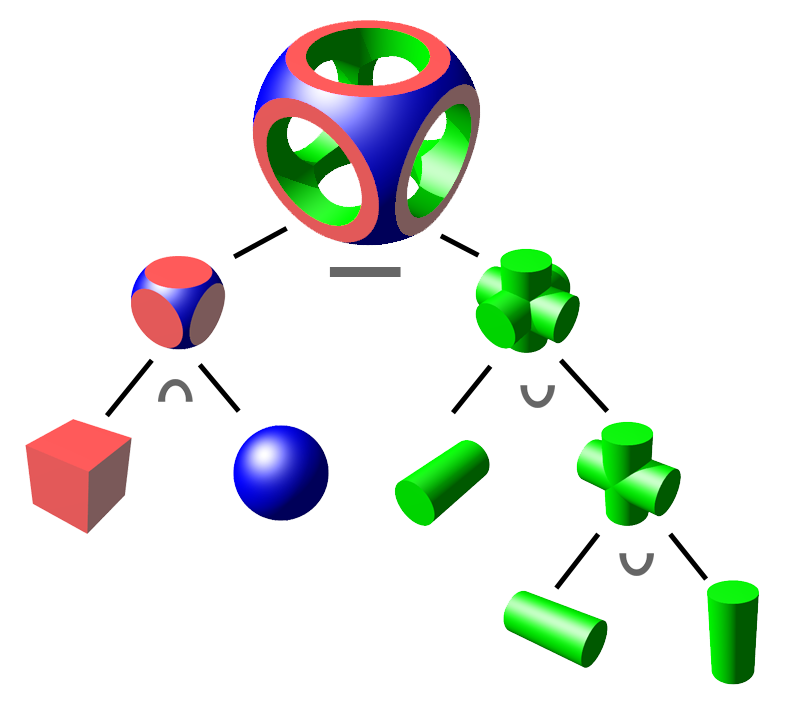

#### Subdivision surfaces - Modelowanie za pomocą powierzchni podziałowych
Subdivision surfaces – nieskomplikowana bryła tworzy „zarys” obiektu, natomiast algorytm nadaje jej bardziej obły, organiczny kształt (poprzez rekursywny podział powierzchni i interpolację za pomocą krzywych parametrycznych). Na rysunku widoczna jest realizacja metoda Catmulla-Clarka:

#### Mapy wysokości
Mapy wysokości (ang. height map) – technika modelowania terenów, w której wysokość punktu jest powiązana z kolorem (jasnością) pikseli na bitmapie.

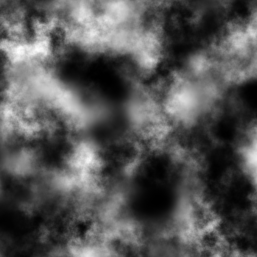
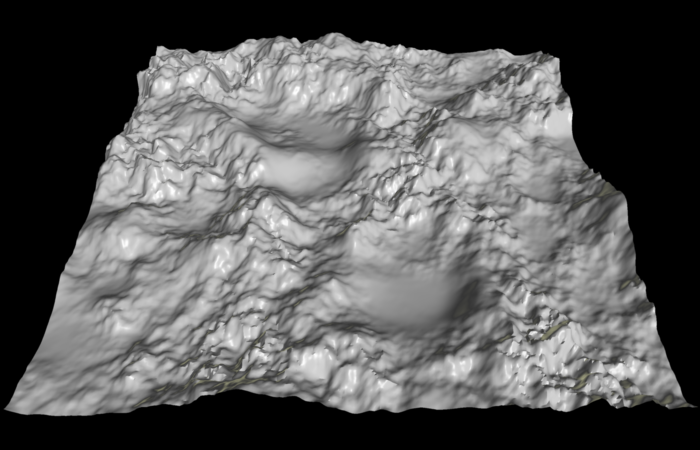

#### Mapy przemieszczeń
Mapy przemieszczeń (ang. displacement mapping) – technika analogiczna do map wysokości: tekstura jest nakładana na siatkę wielokątów, wartości tekseli określają na jaką odległość mają zostać przemieszczane wierzchołki siatki.

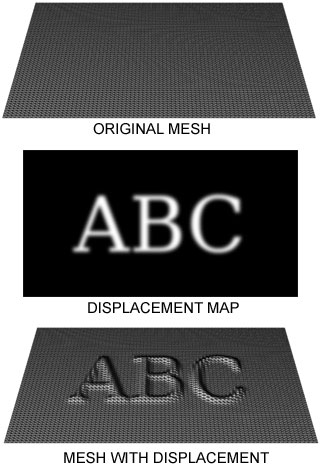

#### Metakule
Metakule (ang. metaballs) – tworzona jest powierzchnia, dla której wartości w polu skalarnym są jednakowe, projektant rozmieszcza w przestrzeni trójwymiarowej źródła tego pola – początkowo wykorzystywano centralnie promieniujące punkty (których obraz jest podobny do zlewających się kul), obecnie używa się także promieniujących odcinków i płaszczyzn.

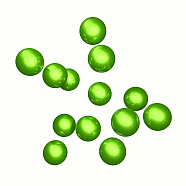
źródła pola
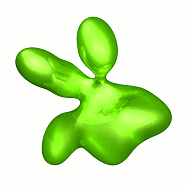
powierzchnia wynikowa

#### Flora
Drzewa i krzewy są modelowane albo za pomocą L-systemów albo w specjalizowanych programach symulujących cykl życia roślin.

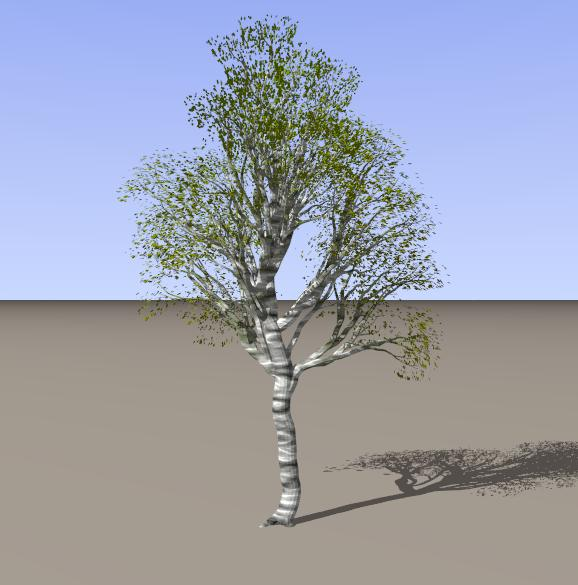